# 수꽃술

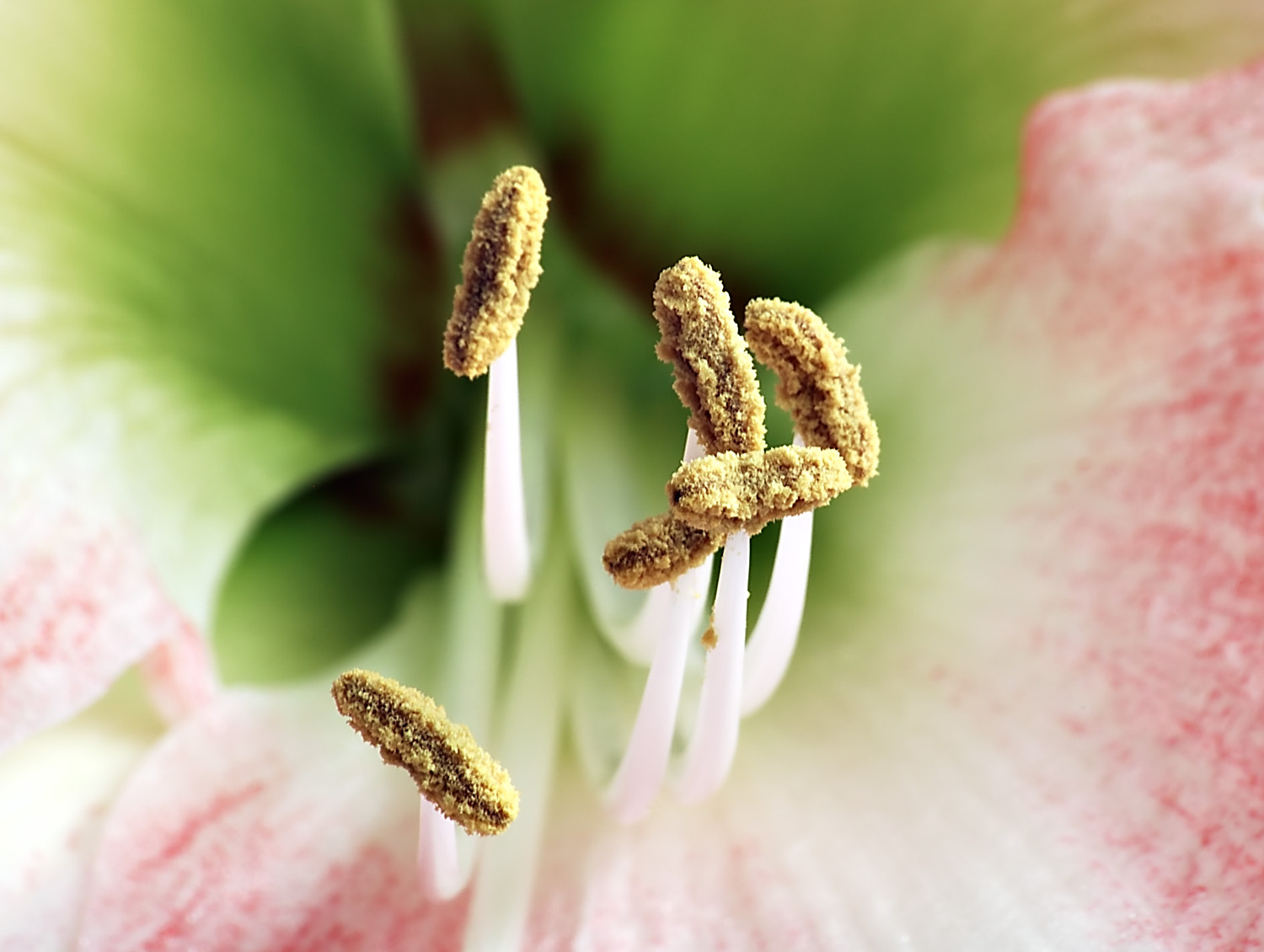
꽃가루를 나르는 꽃밥과 하얀 꽃실을 지닌 히페아스트럼속의 수꽃술.

수술, 수꽃술은 꽃의 생식 기관의 하나로 간주되며 웅예(雄蕊)라고도 한다. 꽃실이라고 불리는 줄기와, 포자낭을 포함하는 꽃밥, 이렇게 두 부분으로 이루어져 있다. 꽃실은 수술대라고도 부른다. 꽃밥은 두 잎으로 이루어진 주머니 모양으로 되어 있고, 약(葯)으로도 부른다. 두 잎 간 중성(포자가 생기지 않는) 조직을 꽃밥부리로 부른다.

## 같이 보기
- 암꽃술